# Portsmouth (Virginia)
Portsmouth è una città autonoma (independent city) degli Stati Uniti d'America situata nello Stato della Virginia. È posta nell'area costiera portuale degli Hampton Roads, proprio di fronte a Norfolk.

## Geografia fisica ed antropica
Secondo l'Ufficio del censimento degli Stati Uniti d'America, Portsmouth ha un'area totale di circa 120 km² (47 miglia quadrate), di cui 88 km² (34 miglia quadrate) di terraferma e 34 km² (13 miglia quadrate) (28%) d'acqua.

## Monumenti e luoghi d'interesse
- Chiesa di San Paolo

## Amministrazione

### Gemellaggi
- Dunedin